# Кутыр
Кутыр — пресноводное озеро ледникового происхождения в муниципальном округе Мончегорск Мурманской области, расположенное на западе Кольского полуострова, в 3 км к северу от Мончегорска. Относится к бассейну Белого моря, в который имеет сток через целый каскад рек и озёр.
Площадь зеркала — 2,61 км². Площадь водосбора — 34,74 км². Высота над уровнем моря — 136,6 м. Максимальная длина озера составляет около 3,52 км, максимальная ширина — 2,05 км . Средний водородный показатель pH составляет 7,24. Общая минерализация воды — 53,5 мг/л. 
Озеро имеет вытянутую форму, с изрезанной береговой линией. На севере и западе впадают два ручья без названия. Река Тиханка вытекает на юге и впадает в озеро Лумболка, соединённое с Мончегубой озера Имандра. К западу, через автодорогу Р21 (федеральная автомагистраль «Кола»), находится Мончеозеро. В южной части имеется остров. На юго-восточном берегу — посёлок 27-й километр. Берега невысокие, местами заболоченные. В бассейне — участки горелого и вырубленного леса, а также березовые, еловые и сосновые леса. Вода озера имеет слабо-желтый цвет.
По уровню биомассы фитопланктона и содержанию хлорофилла озеро Кутыр относится к олиготрофным. 
Код водного объекта в государственном водном реестре — 02020000311101000008209.